# Live In Paris: I Just Wanna Rock
Albums de Joe Satriani
Professor Satchafunkilus and the Musterion of Rock
(2008) Black Swans and Wormhole Wizards
(2010)
Live In Paris : I Just Wanna Rock est un album live de Joe Satriani enregistré à Paris en 2008, disponible en DVD ou en double CD depuis le 2 février 2010, édité par Epic Records.

## Titres
1. I Just Wanna Rock - 3:53
2. Overdriver - 5:18
3. Satch Boogie - 4:36
4. Ice 9 - 4:38
5. Diddle-Y-A-Doo-Dat - 4:15
6. Flying in a Blue Dream - 5:40
7. Ghosts - 4:52
8. Revelation - 6:31
9. Super Colossal - 4:36
10. One Big Rush - 3:38
11. Musterion - 4:53
12. Out of the Sunrise - 6:28
13. Time Machine - 8:46
14. Cool #9 - 6:06
15. Andalusia - 6:49
16. Bass Solo (interprété par Stuart Hamm) - 6:31
17. Cryin'  - 6:42
18. The Mystical Potato Head Groove Thing - 5:53
19. Always with Me, Always with You - 9:01
20. Surfing with the Alien - 6:16
21. Crowd Chant - 3:27
22. Summer Song - 8:05